# Ptitim
Ptitim (en hebreo: פתיתים, "copos") es un tipo de pasta originado en Israel, compuesto por pequeñas bolitas de trigo tostado. Es conocido también como cuscús israelí o arroz Ben-Gurión, en referencia al entonces primer ministro David Ben-Gurión, quien impulsó su creación en la década de 1950 como un sustituto económico del arroz, escaso en aquel momento debido a las restricciones alimentarias del período de austeridad (tzena).
El ptitim fue desarrollado por la empresa alimentaria israelí Osem mediante un proceso industrial de extrusión de masa de trigo, seguida de un tostado que le otorga su sabor característico a nuez. A diferencia del cuscús tradicional del norte de África, que se elabora artesanalmente a partir de sémola de trigo y se cuece al vapor, el ptitim es un producto industrial que se cocina como la pasta, hirviéndolo en agua o caldo. Actualmente se presenta en diversas formas —como bolitas, granos de arroz, anillos o estrellas— y se utiliza comúnmente como guarnición o ingrediente principal en platos tanto infantiles como contemporáneos.

## Características
Al contrario que otros cuscús no se elabora con sémola sino con harina de trigo bulgur, y son de menor tamaño que su primo libanés maghrebiyya (estos además son tostados al horno). El cuscús israelí no se elabora en una cuscusera, sino que se cuece en agua durante 8-10 minutos como la mayoría de las pastas.